# Jake Cousins
Jake Owen Cousins (Park Ridge, Illinois, 14 de julio de 1994), más conocido como Jake Cousins, es un jugador profesional estadounidense de béisbol que se desempeña en la posición de lanzador en New York Yankees, equipo de las Grandes Ligas de Béisbol (MLB).

## Carrera
Cousins hizo su debut en la MLB con el equipo Milwaukee Brewers, en el cual jugó tres temporadas (2021-2023), después pasó a New York Yankees, donde lleva jugando una temporada.